# هدى النعيمي
هدى محمد عبد اللطيف النعيمي كاتبة وناقدة قطرية.

## المؤهلات العلمية
- بكالوريوس علوم: تخصص فيزياء- جامعة قطر.[1]
- ماجستير في الفيزياء النووية: جامعة عين شمس- جمهورية مصر العربية.[1]
- دكتوراه في الفيزياء الحيوية الطبية: جامعة القاهرة - جمهورية مصر العربية.[1]

## العمل
تعمل حالياً مديراً تنفيذياً لإدارة الصحة المهنية والسلامة - مؤسسة حمد الطبية ولقد بدأت النشر في الصفحات الثقافية بالصحافة المحلية وهي بالمرحلة الجامعية وشاركت في العديد من الندوات والمؤتمرات الادبية خلال فترة الدراسات العليا بالقاهرة وأيضا شاركت في العديد من الندوات والمؤتمرات الثقافية والادبية محلياً وعربياً منها مؤتمر الفكر العربي الأول في القاهرة والثاني في بيروت وفي ملتقى المبدعات بتونس ومهرجان صنعاء الرابع للقصة والرواية.

## مناصب
- عضو المجلس الوطني للثقافة والفون والتراث من 2002 إلى 2003.[1]
- عضو لجنة القصة والرواية بالمجلس الوطني للثقافة والفنون.[1]
- عضو مجلس إدارة نادي الجسرة الثقافي.[1]
- رئيس القسم الثقافي بجريدة الراية القطرية من 2008 إلى 2009.[1]

## الجوائز
حصلت على جائزة الإبداع القصصي من نادي الجسرة الثقافي في قطر عن الإصدار الأول «المكحلة».

## مؤلفاتها
لديها عدة مؤلفات منها:
1. «المكحلة» (مجموعة قصصية)
2. «أنثى» (مجموعة قصصية)
3. «عين ترى» نقد انطباعي حول السرد والشعر والمسرح (دراسة أدبية)
4. أباطيل (مجموعة قصصية)